# Austrijska košarkaška Superliga
Austrijska košarkaška Superliga košarkaška je liga najvišeg ranga u Austriji. Osnovana 2019., zamijenila je austrijsku košarkašku Bundesligu (ABL) kao prvorazredno košarkaško natjecanje u zemlji. 

## Povijest
Superliga je osnovana u ljeto 2019. kako bi zamijenila austrijsku Bundsligu. Potpisani su televizijski ugovori sa Sky Sportom i ORF-om. Sve utakmice također će se prenositi online. Dana 9. kolovoza 2019. objavljena su imena deset timova koji će se natjecati u prvoj sezoni, od kojih se devet prethodne sezone natjecalo u Bundesligi.
Prva sezona ove lige prekinuta je zbog pandemije COVID-19.
Dana 16. svibnja 2021. Swans Gmunden osvojio je prvu titulu Superlige.

## Format
U Superligi momčadi prvo igraju međusobno u regularnoj sezoni kod kuće i u gostima. Nakon toga momčadi rangirane od 1. do 6. mjesta te od 7. do 10. mjesta podijeljene su u dvije skupine kako bi se kvalificirale za doigravanje. U doigravanju, najboljih osam momčadi igraju međusobno u seriji najbolji u pet. Dvije najlošije plasirane momčadi igraju protiv dvije najbolje momčadi Basketball Zweite Lige (B2L).

## Vanjske poveznice
- Službena web-stranica lige